# Crvena Hrvatska
Crvena Hrvatska (lat. Croatia Rubea) u nekim starijim povijesnim izvorima naziv je za područje od rijeke Cetine do Valone, te do porječja Pive, Morače, Zete i Tare u unutrašnjosti. Središte područja istovjetno je području Duklje, Zahumlja, Travunije, dijelovima Raške i teritoriju suvremene sjeverne Albanije. Epitet "crvena" (južna) zemljopisna je opozicija "bijeloj" (sjevernoj) Hrvatskoj te se u tom slučaju u Ljetopisu popa Dukljanina odražava stara tradicija označivanja strana svijeta bojama.
Krajevi od Istre do Valone u Albaniji, koje su naselili Slaveni, podijeljeni su na Duvanjskom saboru 753. bili razdijeljeni na dvije hrvatske samoupravne jedinice: Bijelu (zapadnu) Hrvatsku od rijeke Raše u Istri do rijeke Cetine u današnjoj Dalmaciji, te Crvenu (južnu) Hrvatsku od Cetine do Valone i gorja Himare u Albaniji. Crvena Hrvatska bila je na Duvanjskom saboru razdijeljena na samoupravne pokrajine: Zahumlje, Travunju, Duklju i Ilirik. Od tada ove pokrajine činile su izvjesno vrijeme jednu državnu cjelinu, manje više između sebe povezanu.
U starijoj historiografiji naziv se koristio i za cijelo područje južne Hrvatske od Omiša prema jugu. Problem Crvene Hrvatske često je raspravljan u historiografiji (Vjekoslav Klaić, Nikola Zvonimir Bjelovučić, Vladimir Košćak, Dominik Mandić i dr.), nerijetko opterećen političkim prizvukom. U znanstvenoj se zajednici raspravlja i o Crvenoj Hrvatskoj iz ranog srednjeg vijeka, koja se nalazila na području današnje Ukrajine.

## Ljetopis popa Dukljanina
Bit Ljetopisa popa Dukljanina, iz 12. stoljeća, o Crvenoj Hrvatskoj je, uglavnom, u ovome: Prostor od Jadranskog Mora do Drine, Save i Šar-planine bio je, u početku, pod jednim slavenskim kraljem. Ovo slavensko kraljevstvo (lat. Regnum Sclavorum) podijelilo se kasnije na dva dijela: na Primorje (lat. Maritima) i Surbiju (lat. Surbia) odnosno Zagorje (lat. Transmontana). Na saboru na Duvanjskom polju, kralj Svatopuk razdijelio je Primorje na dvije provincije: Bijelu Hrvatsku ili Donju Dalmaciju (lat. Croatia Alba, quae et inferior Dalmatia) i Crvenu Hrvatsku ili Gornju Dalmaciju (lat. Croatia Rubea, quae et Superior Dalmatia).
Prema Ljetopisu popa Dukljanina (glava XI.) razdioba na Duvanjskom saboru 753. godine je izgledala ovako:
Bijela Hrvatska: "Poslije ovoga prema sadržaju privilegija, koje su pročitane pred narodom, napisao je privilegije, podijelio pokrajine i oblasti svoga kraljevstva, i njihove granice i krajeve na ovaj način: prema toku voda koje teku s planina i ulijevaju se u more na južnoj strani imenova Primorje, a prema vodama koje s planina teku ka sjevernoj strani i ulijevaju se u veliku rijeku Dunav, nazvao je Srbija. Zatim je primorje podijelio u dvije pokrajine: od mjesta Dalme đe kralj tada boravljaše, i đe je bio sabor, sve do Vinodola nazva Bijelom Hrvatskom, za koje se kaže i Donja Dalmacija".
Crvena Hrvatska: "Isto tako od navedenog mjesta Dalme sve do grada Bamblone, koji se sada zove Drač, nazvao je Crvena Hrvatska, za koju se još kaže Gornja Dalmacija. I kao što je u donjoj Dalmaciji ustanovio Salonitansku crkvu kao mitropoliju, na isti način u Gornjoj Dalmaciji su Dukljansku crkvu, prema drevnom pravu, uredili mitropoliju".
Pojam obiju Dalmacija, kako ga je, s malom grješkom na jugu, fiksirao pop Dukljanin, bio je u njegovo doba još živ i svjež. Opisujući Crvenu Hrvatsku, Dukljanin kaže, da su se u njoj nalazili ovi gradovi: Kotor, Budva, Bar, Ulcinj, Skadar, Trebinje, Pilot i dr., a također i ove oblasti: Hum, Trebinje, Podgorje i Zeta.
Objasnivši ispočetka kako je došlo do formiranja Crvene Hrvatske, Dukljanin se dalje u čitavom svom djelu zadržava na njenom prikazivanju i opisivanju pojedinih događaja i ličnosti njene prošlosti. Bijelu Hrvatsku spominje uzgredno tek na par mjesta, a Raške se dotiče još rjeđe. Njegovo prikazivanje Crvene Hrvatske obuhvaća vrijeme od 450. do 1150., dakle od prije dolaska Slavena u ove krajeve pa skoro do osnivanja države Nemanjića.
Iz Dukljaninovog pričanja, od bitne važnosti njegovo vjerovanje da su Srbija, Bosna i Hrvatska nekad bile u jednom slavenskom kraljevstvu i da se kasnije diobom, izdvojila Hrvatska, koja je podijeljena na Crvenu i Bijelu Hrvatsku, na čijoj se međi nalazio Dubrovnik, no koji je stvarno pripadao Bijeloj Hrvatskoj. Do ove diobe, po njegovom kazivanju, došlo je negdje polovinom 10. stoljeća, do kojeg vremena su obje Hrvatske bile u jednoj istoj državi pod jednim državnim poglavarem.

## Dandolo i Flavije Blondo
Andrea Dandolo, dužd mletački (1343. – 1354.), najodličniji je ljetopisac Mletačke Republike. Napisao dvije knjige o povijesti Venecije u kojoj je i Kronika Dalmacije o Hrvatskoj u kojoj spominje podjelu Hrvatske. U svom djelu Chronicon venetum, koje se i danas čuva u izvorniku u biblioteci sv. Marka u Mlecima, on donosi veoma vrijednih vijesti i o najstarijoj prošlosti hrvatskog naroda. Za to je crpio građu iz arhiva mletačkih duždeva te iz raznih djela, koja su bila napisana prije njega. O hrvatskom saboru na Duvnu i o razdiobi hrvatske države na tom saboru Dandolo piše;
| latinski navod: »Svethopolis rex Dalmacie... in plano Dalme coronatus est et regnum suum Dalmacie in IIIIor partes divisit... A plano intaque Dalme usque Ystriam, Chroaciam Albam, vocavit, et a dicto plano usque Duracium, Chroaciam Rubeam, et versus montana, a flumine Drino usque Maceodoniam, Rasiam; et a dicto flumine citra Bosnam nominavit... Moderni autem maritimam totam vocant Dalmaciam, montana autem Chroatiam...«(Andrea Dandolo 172 182 sl.; 2. izd. 156.) | hrvatski prijevod: »Svetopulk, kralj Dalmacije... na Duvanjskom polju krunjen je i kraljevstvo svoje Dalmacije razdijeli na četiri dijela... Od polja naime Duvanjskoga do Istre nazva Bijelom Hrvatskom, i od toga polja do Drača (u Albaniji) Crvenom Hrvatskom; a planinski dio od rijeke Drine do Makedonije nazva Raškom, i od te rijeke ovamo, Bosnom... Moderni pak cijelo primorje zovu Dalmacijom, a planinski dio Hrvatskom«(Andrea Dandolo 172 182 sl.; 2. izd. 156.) |

Dandolov je navod bliz Ljetopisu popa Dukljanina, ali nije izravno prepisan iz poznate redakcije toga Ljetopisa. Najvažnija novost, koju Dandolo donosi u svom tekstu, jest ta, da se Zagorje ne zove "Surbia" nego "Chroatia", Hrvatska. Ferdo Šišić je dobro primijetio, da ni u Ljetopisu popa Dukljanina naziv Surbia, kao ni Zagorje, nema političko ni etničko značenje nego samo geografsko, mjesno, ipak da ne bi tko navod "Surbia" krivo shvatio, Dandolo ga ispušta i veli, da se u njegovo vrijeme Zagora, tj. Bosna, zove Hrvatska, i prema tome da čini sastavni dio hrvatskih narodnih zemalja.
Glasoviti talijanski humanist Flavije Biondo (Flavius Blondus, 1388. – 1463.) u svom poznatom djelu Povijesti prenosi gotovo od riječi do riječi ono, što je Dandolo napisao o duvanjskom saboru, dotično o Bijeloj i Crvenoj Hrvatskoj. Ovo Biondovo svjedočanstvo nema posebne povijesne vrijednosti, jer prepisuje Andreu Dandola. Na koncu ipak Biondo zaključuje svoj navod svojim osobnim zaglavkom, koji nije uzeo iz Dandola. Taj glasi: "...Raška i Bosna se smatraju krajevima kraljevstva Hrvatske". Ovo svjedočanstvo ima posebnu povijesnu vrijednost, jer ono pokazuje, da se sredinom 15. stoljeća, kada je Biondo pisao svoje djelo, na zapadu smatrala Bosna, kojoj je tada pripadala i zapadna Raška, hrvatskom zemljom.

## Orbini, Lučić i drugi izvori
Grčki pisac Laonik Halkokondyles (1432. – 1490.) po tadašnjem humanističkom imenovanju naroda klasičnim imenima, podijelio je narode na Balkanskom poluotoku na Ilire, Tribale i Mezeje. Po Halkokondilesu Iliri žive zapadno od Drine do Jadranskoga mora, koje on po tadašnjem običaju zove Jonsko more, te od Dubrovnika do Istre. Zemlje Sandaljeve (tadašnju Humsku zemlju, koja je obuhvaćalo većinu Dukljaninove Crvene Hrvatske) kako Halkokondyles zove široku oblast, kojom je u njegovo vrijeme vladao herceg Stjepan, sinovac i nasljednik Sandaljev, smješta on u Ilirik. U toj zemlji živi isti narod, kao onaj uz dalmatinsku obalu do Istre.
Najstariji sačuvani prijepis je na latinskom jeziku, a datira iz oko 1650. godine, dok je po mogućem starijem izvorniku Mavro Orbini 1601. objavio knjigu na talijanskom, Il regno degli Slavi. Orbini je upotrijebio ne samo Dukljaninov Ljetopis, nego i mnoge druge, kasnije izgubljene izvore. On spominje "Dioclea che fu la metropoli della Croatia Rubea", diobu na Bijelu i Crvenu Hrvatsku (Croazija Alba, Croazija Rossa). To čine i neki dubrovački pisci, kao što su Jakov Lukarić i Resti. Dukljaninov je izričaj Crvene Hrvatske bio dobro prihvaćen od ovih, kasnijih pisaca i analista kao istinit.
Godine 1666. Ivan Lučić objavio je ljetopis pod nazivom Presbyter Diocleatis Regnum Slavorum u svojoj knjizi De regno Dalmatiae et Croatiae: libri sex. Dmine Papalić je pronašao Hrvatsku redakcije Ljetopisa popa Dukljanina 22. listopada 1500. u Krajini u domu Markovića u Poljicima o čemu svjedoči Marko Marulić, koji je kroniku preveo na latinski jezik pod nazivom "Povijest kraljeva Dalmacije i Hrvatske zajedno s poviješću pustošenja Salone" (Regum Dalmatiae et Croatiae historia una cum Salonarum desolatione).
Turski putopisac Evlija Čelebi (1611. – 1682.) je išao iz Hercegovine u Dubrovnik kao pašin izaslanik pa je tom prilikom proputovao čitavu južnu Dalmaciju. Opisujući te krajeve kaže da većinu stanovništva u Herceg Novom čine Arnauti, Bošnjani i Hrvati (V. tom, 454.). Iz grada Risna pošla je tada vojska da pokori odmetnike po planinama Pive i Nikšića, kojoj se priključio i Evlija. Najprije su stigli u nahiju Pivu. Tu kaže, da su to sve čisti, pravi Hrvati, kojima daje i pridjevak dušmani (VI. tom, 467.). Ovdje Evlija označuje dakle jugoistočne krajeve Crvene Hrvatske. S ovog pohoda stigla je vojska u Gatačko polje. Odatle je dubrovački poslanik, koji je nosio ostatak blaga (danka) krenuo u Carigrad. Sutradan su stigli glasnici od poslanika, da su ih napali kotorski uskoci. Suhrab Mehmed-paša naredi Evliji, da ide spašavati blago. U vojni odred, koji je pošao tada u pomoć određeno je i tri stotine "dobro opremljenih, savršenih gazija Hrvata".
Stefan Uroš II. u svoj povelji manastiru Banjska (Svetostjepanska hrisovulja), pored ostaloga, navodi i mnoga osobna imena tadašnjeg vremena. Jedno od tih imena je i ime Hrvatin. Sava Petrović Njegoš u svom pismu, oblast Crmnicu naziva Crvnicom: došli iz nahije Crvnice, a Arbanase, pored tog imena, naziva i Harbanasima, što je u mogućoj nekadašnjoj vezi s Harvatima, Hrvatima. Milan Šufflay u knjizi Srbi i Arbanasi dovodi u vezu (u smislu naziva) Crvenu Hrvatsku i Crmnicu. Moguća je veza imena Crvena Hrvatska i Crna Gora, crljena hora, što se vremenom preličilo u crna, jer i Čarnojevići su i Crnojevići, a čarvena je crvena boja. Velikosrpski intelektualac, a po Ivanu Jastrebovu šarlatan i falsifikator Miloš Milojević u knjizi Odlomci istorije Srba i srpskih – jugoslavenskih – zemalja u Turskoj i Austriji povremeno spominje Hrvate. Bijela Hrvatska ili Donja Dalmacija mu je do rijeke Cetine, a Zetu smatra Crvenom Hrvatskom (Gornjom Dalmacijom), od rijeke Crni Drim prema jugu. Karpatski Hrvati (u Mađarskoj, Poljskoj i Galiciji) su mu po svojoj naivnosti, iz sažaljenja, na svoj prostor primili Mađare, koji su ih kasnije tlačili. Hrvate smatra jednim od srpskih plemena koji su se vremenom pod utjecajem papa odvojili služeći stranim, neprijateljskim interesima. Prema Hrvatima ima izuzetno tolerantan stav za razliku od Bugara, Mađara, Grko-rimljana, Nijemaca, Turaka i Škipa. Hrvate u antici nalazi i na Kreti.

## Etnogeneza Crv. Hrvatske

### Bizantski pisci
| „ | Kada su navedene rase Skita, Hrvata, Srba i ostale vidjele što se dogodilo u Dalmaciji kao rezultat rimske intervencije, poslale su izaslanike caru tražeći da postanu podložni rimskoj vlasti. Caru se to činilo kao razuman zahtjev, on ih je primio s ljubaznosti, a svi oni su postali podanici rimske vlasti i dobili upravitelje vlastite rase i vrste. | ” |
|   | |   |

Za razliku od Konstantina Porfirogeneta, najpoznatijeg bizantskog kroničara, pojedini manje pouzdani bizantski pisaci izjednačavaju stanovništvo Duklje s drugim Slavenima (Dukljani-Srbi i Dukljani-Hrvati), drugi ih pozlaćuju u smislu davanja pogrdnih značenja (Dukljani-Dalmati, Dukljani-Tribali), treći zamjenjuju imena iz neznanja i komoditeta ("Srbi koje neki i Hrvati nazivaju"), a riječ o Dukljanima, četvrti koriste recidiv mode skitomanije ("Neki skitski čovjek po imenu Vojislav"), a peti pleonazam ("Hrvati i Dukljani pobunivši se"), a govori se o ustanku makedonskih Slavena pod vodstvom Bodina i Vojteha itd. Sve u svemu, navodi bizantskih pisaca ne dopuštaju izjednačavanje stanovnika Duklje u 11. i 12. stoljeću bilo sa Srbima, bilo s Hrvatima.
Područja Duklje, Travunije, Zahumlja, Paganije, Konavla... tj. Dukljaninove Crvene Hrvatske (pritom ne rabeći taj naziv) prvi je spomenuo Konstantin Porfirogenet u svom djelu O upravljanju carstvom. To je najznačajniji spis za Hrvate i povijest i drugih južnih Slavena. Djelo je nastalo oko 950., iako je u mnogočemu netočno i proturječno, jedan je od ključnih izvora za hrvatsku ranosrednjovjekovnu povijest. Od 33. do 36. poglavlja, Porfirogenet piše o Zahumljanima, Travunjanima i Konavljanima, Dukljanima i Paganima, koji se također zovu Neretvanima, te zemljama, koje nastanjuju. Glavnu poteškoću uočavanju etničke raznolikosti Slavena duž jadranske obale činilo je tumačenje Konstantina Porfirogeneta, po kojemu su Neretvani (Pagani), Zahumljani, Travunjani i Konavljani porijeklom Srbi. Pri tome je car dosljedno izostavljao Dukljane iz ove srpske zajednice naroda, također i iz hrvatske zajednice naroda.
Koja su etnička imena koristili drugi pisci za Dukljane? Kekvamen opisuje dukljanskog vladara Stjepana Vojislava kao Travunjanina Srbina, što nikako ne znači da je Dukljane smatrao Srbima (jedino Travunjane). Na drugom mjestu, Kekvamen veli: "Bješe u gradovima Dalmacije, u Zeti i Stonu, zavladao toparh Vojislav Dukljanin". Ivan Skilica ih spominje ovako: "Prve godine toga cara (Mihajla VII. Duke), indikacije prve, narod Srba, koje također zovu i Hrvatima, izađe da pokori Bugarsku". Kada govori o vojnom djelovanju Bodinova doglavnika Petrila kaže: "Uhvatiše (Bizantinci) pak također i onoga, koji je iza Petrila u Hrvata po redu vladao, te ga okovana odvedoše k caru".
Nikefor Brijenije Mlađi, čiji se otac sukobio u tom ratu s Bodinom i Petrilom, pravi jasnu distinkciju spominjući zasebno i Hrvate i Dukljane. Skiličin nastavljač Ivan Zonara izjednačava Srbe i Hrvate u Duklji. Mihajlo Devolski govori ο stanovnicima Duklje samo kao ο Hrvatima. Nikefor Brijenije piše ο Hrvatima i Dukljanima, koje razlikuje. Bodin je, po naredbi dukljanskog kralja Mihaila, predvodio vojsku od, kako kaže Brijenije, "Dukljana i Hrvata".  Na drugom mjestu veli da "Hrvati i Dukljani pobunivši se, cio Ilirik zlostavljahu". Napokon, Ana Komnena piše ο Dalmatima pod vodstvom Mihajla, Bodina i Vukana, ali kao srpskog kneza označava samo Vukana, što znači da i ona razlikuje Dalmate (Dukljane) od Srba.

### Arhitektura i kultura
| Pleterni ornament iz crkve sv. Petra u Zavali, Popovo polje |  | Pleterni ornament iz crkve sv. Petra u Zavali, Popovo polje   |
| Pleterni ornament iz crkve sv. Petra u Zavali, Popovo polje |  | Portret Mihajla Vojisavljevića iz crkve sv. Mihajla kod Stona |

Na čitavoj istočnoj jadranskoj obali postojao je jedinstven karakter spomenika kulture u ranom srednjem vijeku. Povijesno-umjetnička historiografija, domaća i strana, davno je uočila pojavu jedinstvene, starohrvatske umjetnosti uzduž čitave istočne jadranske obale. Karakteristične spomenike te umjetnosti, presvođene crkvice slobodnih oblika i pleterne klesarije njihova kamenog namještaja nalazimo sve do 11. stoljeća ne samo na tlu zapadne Hrvatske nego i dalje na jug sve do Duklje. Jedinstveno obilježje starohrvatske umjetnosti na čitavu hrvatskom etničkom području bez obzira na eventualnu političku rascjepkanost tako je očito da su je svi povjesničari umjetnosti, kako hrvatski tako i srpski, redovito zajedno obrađivali obuhvaćajući ujedno čitav istočnojadranski prostor.
Mnogo se učinilo u godinama nakon Drugog svjetskog rata što zalaganjem Srpske akademije nauka, što marom znanstvenika iz odgovarajućih ustanova triju socijalističkih republika, Crne Gore, Bosne i Hercegovine te Hrvatske, koje se danas dijelom protežu povijesnim područjem Crvene Hrvatske. Tako su ne samo temeljitije obrađeni, proučeni i konzervirani neki od ranije poznatih nalaza i objekata, nego je arheološki identificiran i otkriven čitav niz do nedavna javnosti sasvim nepoznatih objekata crkvenog graditeljstva i otkriveno mnogo komada ili fragmenata starohrvatske pleterne plastike. Najpoznatiji primjeri starohrvatske ili predromaničke umjetnosti na području Crvene Hrvatske su: crkva sv. Mihajla kod Stona, crkva sv. Martina kod Stona, crkva neznana titulara u Ošlju, crkva sv. Petra u Zavali i crkva neznana titulara u Paniku.
Humsko-dukljansku književnost može se promatrati jedino izvan anakronističnih i isključivih srpskih ili hrvatskih okvira, kao izvornu kreaciju područja koje ima sve odlike samosvojnosti. Novija shvaćanja su pokazala da je u ovim krajevima bila rasprostranjena glagoljica i slavensko bogoslužje. To potkrepljuje i jedan od zaključaka Splitskog crkvenog sabora 928. Slavensko (Metodovo) bogoslužje i glagoljica u ove su krajeve došli posredstvom najvažnijeg pomorskog puta Venecija-Carigrad i najvažnije ceste na Balkanu Via Egnatia od Drača do Soluna preko Duklje. Bogata slavenska podloga Ljetopisa popa Dukljanina upućuje na razvijenu slavensku književnost, čiji početci sežu u 9. stoljeće. Glagoljska slova u inače ćiriličkoj Humačkoj ploči dopuštaju mogućnost postojanja glagoljske epigrafije. Potvrde toga nalaze se i u Mihanovićevu i Grškovićevu fragment Apostola i Miroslavljevu evanđelju.
Upravo Miroslavljevo evanđelje dočarava prave osobine ovog područja, stalnu prisutnost Istoka i Zapada. Povijesno-umjetnička analiza spomenika razlučila je u njegovoj iluminaciji dva glavna sloja, bizantski i romanički, uz tragove različitih istočnjačkih i zapadnjačkih utjecaja, i utvrdila postojanje nekoliko heterogenih uzora, kojima su se poslužili minijaturisti rukopisa. Glavni nositelji kulture bili su svećenstvo, osobito benediktinski red te trgovci i aristokracija u Dubrovniku i Kotoru. Ovdje se proširio kult svetog Mihajla. S izuzetkom pojedinih ulomaka, u Ljetopisu popa Dukljanina opisani su uglavnom ratni podvizi, hrabrost, lukavstvo i vjernost (dakako, i njihovi antipodi) – vrline i mane viteškoga svijeta. To ukazuje na postojanje viteškog društva. Kako je prijevod nastao za potrebe barskoga društva, slavenski je izvornik očito sastavljen za potrebe zaleđa, iz čega se pak mora zaključiti da je i ono poznavalo društvene klase sličnih kulturnih potreba.

### Narodna pripadnost
Historiografija još nije našla zadovoljavajući odgovor na pitanje kako je Dukljanin došao do naziva Bijela i Crvena Hrvatska. Možda bi se njegovi nazivi odbacili kao plod mašte da se s Dukljaninom ne slažu i neki bizantski pisci iz 11. i 12. stoljeća, koji spominju Hrvate u Duklji. Stoga je postavljena hipoteza da je Crvena Hrvatska (Duklja + Dalmacija) bila samostalna politička jedinica do Nemanje (Vjekoslav Klaić). Prema jednom drugom mišljenju do takva je naziva došlo zato što su bizantski pisci identificirali Srbe i Hrvate. U Jugoslaviji je ipa bila najprihvatljivije treće mišljenje, prema kojem je riječ o nekoj postojećoj, realnoj skupini ljudi, koji su nosili hrvatsko ime, dakle o nekom kraju (u Duklji), koji je bio nastanjen Hrvatima. Prema tome, posve je razumljivo da takva pretpostavka ne znači da je Crvena Hrvatska bila sastavni dio hrvatske države pa čak ni to da se ovdje radi o etničkim Hrvatima u onom smislu kao i u Hrvatskoj gdje je to ime bilo ne samo nacionalno, nego i političko (državno).
Glavnu poteškoću uočavanju etničke raznolikosti Slavena duž jadranske obale činilo je tumačenje Konstantina Porfirogeneta, po kojemu su Neretvani (Pagani), Zahumljani, Travunjani i Konavljani porijeklom Srbi. Pri tome je car dosljedno izostavljao Dukljane iz ove srpske zajednice naroda i iz hrvatske zajednice narode. Spominje ih samo i izrijekom kao Dukljane. Čini se, međutim, očitim da car ne želi govoriti ο stvarnoj etničkoj povezanosti, već da su mu pred očima politički odnosi u trenutku kada je pisao djelo, odnosno iz vremena kada su za nj prikupljani podaci u Dalmaciji, što je pretpostavka. Opis se svakako odnosi na vrijeme kada je srpski knez Časlav proširio svoju vlast i na susjedne sklavinije, pored navedenih još i na Bosnu. Zajedno sa širenjem političke prevlasti, širilo se i etničko ime, što u potpunosti odgovara našim predodžbama ο podudarnosti etničkog i političkog nazivlja.
Što se tiče Neretvana, ili Pagana, njih izvori 9. i 10. stoljeću nazivaju dosljedno njihovim vlastitim imenom, te nema sumnje u njihovu etničku posebnost, izraženu još i dodatnim specifičnostima: kasnim pokrštavanjem i gusarenjem kao važnom privrednom granom. Stanovnike Zahumlja jedino Konstantin označava kao Srbe. Ova sklavinija izlazi iz anonimnosti u vrijeme kneza Mihajla Viševića, kojeg izvori, uključujući De administrando imperio, spominju kao vladara Slavena ili Zahumljana. Vijest o porijeklu Zahumljana, prema kojoj su Mihajlovi preci potomci Litzika, koji su živjeli uz rijeku Vislu, nema nikakve veze s Konstantinovom pričom ο seobi Srba, te je jasno da Zahumljani svoje porijeklo nisu izvodili iz srpskoga. Još i u 12. stoljeću nazivali su se jednostavno Slavenima.
Vrijednost svojih etnogenetskih tumačenja razotkriva car u poglavlju ο Travunjanima, u kojemu kaže da oni pripadaju Srbima, ali samo od vremena Heraklija do kneza Vlastimira, kada su stekli neovisnost. Car očito povezuje etničku i političku pripadnost: u trenutku kada pucaju političke veze, prestaju i one etničke. To napokon u potpunosti omogućava tumačenje Konstantinovih tvrdnji da su Neretvani, Zahumljani, Travunjani i Konavljani Srbi, kada to ne tvrdi nijedan drugi izvor.
U slučaju Duklje to je još jasnije jer car, Dukljane ne ubraja niti u Srbe, ali niti u Hrvate. Stalna prisutnost Bizanta (potpuna ovisnosti Duklje), no kasnija velika pobjeda Dukljana nad Bizantom u Bici kod Bara 6./7. listopada 1042. (Ljetopis o tome izvješćuje u Glavi XXXVIII.), proglašenje dukljanskog vladara Mihaila za kralja, najkasnije 1078. i Bodinova dukljanska ekspanzija sprečavali su širenje srpske i hrvatske vlasti, pa time i imena, na Duklju. Zbog toga Konstantin, niti bilo koji bizantski autor nakon njega, niti ne izvodi porijeklo Dukljana niti od Srba niti od Hrvata.
Pojedini bizantski pisaci izjednačavaju stanovništvo Duklje s drugim Slavenima (Dukljani-Srbi i Dukljani-Hrvati), drugi ih pozlaćuju u smislu davanja pogrdnih značenja (Dukljani-Dalmati, Dukljani-Tribali), treći zamjenjuju imena iz neznanja i komoditeta ("Srbi koje neki i Hrvati nazivaju"), a riječ o Dukljanima, četvrti koriste recidiv mode skitomanije ("Neki skitski čovjek po imenu Vojislav"), a peti pleonazam ("Hrvati i Dukljani pobunivši se"), a govori se o ustanku makedonskih Slavena pod vodstvom Bodina i Vojteha itd. Sve u svemu, navodi bizantskih pisaca ne dopuštaju izjednačavanje stanovnika Duklje u 11. i 12. stoljeću bilo sa Srbima, bilo s Hrvatima.
Najraniji Dukljaninovi prepisivači su Mlečani Andrea Dandolo i Flavije Biondo. Grk Halkokondyles po humanističkom imenovanju naroda klasiničnim imenima, Slavene od Istre do Dubrovnika naziva Ilirima. Domaći Dukljaninovi prepisivači su Mavro Orbini, Jakov Lukarić, Resti, Ivan Lučić i Marko Marulić. Napokon, Hrvate na ovom području spominje turski putopisac Evlija Čelebi. Humsko-dukljansku kulturu može se promatrati jedino izvan anakronističnih i isključivih srpskih ili hrvatskih okvira, kao izvornu kreaciju područja sa svim odlikama samosvojnosti, dok crkvena arhitektura pripada starohrvatskoj umjetnosti.
Kultura, uz državu, je faktor, koji u srednjem vijeku odlučujuće utječe na formiranje naroda. Ne zna se je li ta kultura korijen bez stabla, je li njen njezin razvoj bio prekinut širenjem srpskog, odnosno hrvatskog političkog i kulturnog kruga ili njezini izdanci se mogu pratiti i kasnije, ako nigdje drugdje, barem u Bosni. Stanovnici Crvene Hrvatske su u svojoj vjerskoj i političkoj povijesti općenito bili bliži Hrvatima, ali primjenjivati današnji pojam hrvatskog identiteta (nešto što je nastalo u novije doba na osnovi vjere, povijesti i jezika) na nekoga u ono doba jest puki anakronizam. Jedino razborito što bi se moglo kazati o etničkom identitetu jest da su bili Slaveni.
To je slavensko stanovništvo, koje je po svojim etničkim i vjerskim značajkama pripadalo sličnom etničkom supstratu kao i Hrvati. Osim samoga spomena hrvatskoga imena, to se vidi u mnogobrojnim etno-kulturnim obilježjima, kao što su jezik (čakavstina i štokavska ikavica, te zapadna ijekavština, što su sve karakteristike hrvatskoga jezika), glagoljsko i zapadnoćirilsko pismo (tzv. hrvatska ćirilica) kojim su pisane isprave, djela vjersko-nabožnog i umjetničkog sadržaja, a koje je istovjetno hrvatskoj ćirilici koja se rabila u Dalmaciji i sjevernohrvatskom primorju, pripadnost zapadnom civilizacijskom krugu, što se očituje u zapadnom kršćanstvu (ovi krajevi su potpadali pod Splitsku, Dubrovačku i Barsku dijacezu), te umjetničkim oblicima zapadne provenijencije.

## Unutarnje poveznice
| - Paganija, Zahumlje, Travunja, Duklja - Srednjovjekovna hrvatska država - Primorska Hrvatska Kneževina - Hrvatsko Kraljevstvo, Mihajlo Višević | - Starohrvatske crkve u Crvenoj Hrvatskoj - Crkva sv. Mihajla kod Stona, Crkva u Paniku - Kultura Crvene Hrvatske do kraja 12. stoljeća - Ljetopis popa Dukljanina, Miroslavljevo evanđelje |

## Vanjske poveznice
- Vjekoslav Klaić – Crvena Hrvatska i Crvena Rusija Hrvatsko kolo, Matica hrvatska, Zagreb, 1927.
- Nikola Zvonimir Bjelovučić – Crvena Hrvatska i Dubrovnik: Prvo poglavlje Matica hrvatska, Zagreb, 1929.
- Nikola Zvonimir Bjelovučić – Crvena Hrvatska i Dubrovnik: Drugo poglavlje Matica hrvatska, Zagreb, 1929.
- Nikola Zvonimir Bjelovučić – Crvena Hrvatska i Dubrovnik: Treće poglavlje Matica hrvatska, Zagreb, 1929.
- Nikola Zvonimir Bjelovučić – Crvena Hrvatska i Dubrovnik: Četvrto poglavlje Matica hrvatska, Zagreb, 1929.
- Nikola Zvonimir Bjelovučić – Crvena Hrvatska i Dubrovnik: Peto poglavlje Matica hrvatska, Zagreb, 1929.
- Nikola Zvonimir Bjelovučić – Crvena Hrvatska i Dubrovnik: Šesto poglavlje Matica hrvatska, Zagreb, 1929.
- Nikola Zvonimir Bjelovučić – Crvena Hrvatska i Dubrovnik: Sedmo poglavlje Matica hrvatska, Zagreb, 1929.
- Nikola Zvonimir Bjelovučić – Crvena Hrvatska i Dubrovnik: Osmo poglavlje Matica hrvatska, Zagreb, 1929.
- Nikola Zvonimir Bjelovučić – Crvena Hrvatska i Dubrovnik: Deveto poglavlje Matica hrvatska, Zagreb, 1929.
- Nikola Zvonimir Bjelovučić – Crvena Hrvatska i Dubrovnik: Deseto poglavlje Matica hrvatska, Zagreb, 1929.
- Savić Marković Štedimlija – Crvena Hrvatska: Pop Dukljanin i Crveni Hrvati (str. 12–18.)  Arhivirana inačica izvorne stranice od 9. listopada 2012. (Wayback Machine)
- Savić Marković Štedimlija – Crvena Hrvatska: Ulazak u povijest i Croatia Rubea (str. 18–28.)  Arhivirana inačica izvorne stranice od 9. svibnja 2013. (Wayback Machine)
- Savić Marković Štedimlija – Crvena Hrvatska: Pretapanje imena Crvena Hrvatska u Crna Gora (str. 36–49.)  Arhivirana inačica izvorne stranice od 5. lipnja 2013. (Wayback Machine)